# تنيرة
تنيرة اٍحدى بلديات ولاية سيدي بلعباس تبلغ مساحتها 162 كم مربع منها 7000 هكتار عبارة عن اراضي فلاحية و 5428 هكتار مساحة غابية مع وجود مياه جوفية تقدر ب 300.000.000 متر مكعب (تقديرات سنة 2008)
عدد السكان : 10080 نسمة (5039 ذكور و 5041 اناث) حسب الإحصاء العام للسكن والسكان لسنة 2008 
عدد السكنات : 1830 
و يعتبر مركز المالح التحتاني من أقدم وأهم الأحياء ببلدية تنيرة حيث كان مجمعا سكانيا ابان الاستعمار يتربع على مساحة إجمالية تقدر ب 43686 متر مربع. 
المجمعات السكنية الثانوية:.سيدي أحمد. المالح الفوقاني. دوار ولاد زياد.